# Cape Town Stadium
Cape Town Stadium er et fodboldstadion i Kapstaden i Sydafrika, der blev bygget op til VM i fodbold 2010, som Sydafrika var vært for. Stadionet blev indviet den 14. december 2009, og den første kamp fandt sted den 23. januar 2010, da det lokale hold Ajax Cape Town tog imod Santos.

## VM i fodbold 2010
Stadionet var et af de ti, der blev udvalgt til at være vært for kampe ved VM i 2010. Her lagde det græs til fem indledende gruppekampe, én 1/8-finale, én kvartfinale samt den ene semifinale.